# Чути гімн
«Чути гімн» — сингл українського хіп-хоп виконавця Skofka. Вийшов 29 липня 2022 року.

## Короткий опис
За кілька днів після випуску пісні, 1 серпня, Skofka випустив кліп до неї. Зрежисувала кліп Аліна Іванченко. У відео вказано, що пісня присвячена Валентину Коноводову — другу автора, що загинув захищаючи Україну. Skofka написав, що «поки буде «чути гімн» в усіх містах України, доти і буде жити Україна».
Наприкінці серпня і на початку вересня пісня очолила українські хіт-паради YouTube, Apple Music, Spotify.
Станом на травень 2023 року кліп набрав 42 млн переглядів на YouTube.

## Чарти

### Тижневі чарти
| Чарт (2022)           | Найвища позиція |
| --------------------- | --------------- |
| Україна (Радіо)       | 1               |
| Україна (Spotify)     | 1               |
| Україна (Apple Music) | 1               |
| Україна (iTunes)      | 1               |
| Україна (Youtube)     | 1               |